# Douglas Costa
Douglas Costa de Souza (sinh ngày 14 tháng 9 năm 1990), thường gọi là Douglas Costa, là cầu thủ bóng đá chuyên nghiệp người Brasil đang thi đấu cho câu lạc bộ  Sydney FC ở vị trí tiền vệ tấn công.
Anh bắt đầu sự nghiệp tại câu lạc bộ Grêmio, trước khi chuyển đến Shakhtar Donetsk vào tháng 1 năm 2010 với phí chuyển nhượng 6 triệu €. Anh cùng Shakhtar giành được nhiều danh hiệu, trong đó có cú ăn ba quốc nội trong mùa giải 2010–11 (Giải Ngoại hạng Ukraina, Cúp quốc gia Ukraina và Siêu cúp quốc gia). Vào năm 2015, anh đến Bayern München với phí chuyển nhượng 30 triệu €, có hai mùa giải tại đây trước khi được đem cho Juventus mượn. Tháng 6 năm 2018, Juventus kích hoạt điều khoản mua đứt Douglas Costa từ Bayern München.
Costa bắt đầu thi đấu cho đội tuyển Brasil từ tháng 11 năm 2014 và đã tham gia các giải đấu lớn Copa América 2015 và World Cup 2018.

## Sự nghiệp câu lạc bộ

### Grêmio
Costa gia nhập câu lạc bộ Brasil Grêmio từ năm 11 tuổi. Ngày 4 tháng 10 năm 2008, ở tuổi 18, anh có trận đấu đầu tiên cho Grêmio trong chiến thắng 2–1 trước Botafogo và ghi bàn ngay trong trận này. Ngày 14 tháng 6 năm 2009, anh bị thẻ đỏ trong trận hòa 0–0 với Fluminense. Ngày 29 tháng 11 năm 2009, anh ghi bàn mở tỉ số trong chiến thắng 4–2 trước Grêmio Recreativo Barueri. Tổng cộng anh thi đấu 37 trận cho Grêmio, trong đó có 28 trận tại giải vô địch quốc gia và ghi được hai bàn.

### Shakhtar Donetsk

#### 2009-10
Ngày 10 tháng 1 năm 2010, Costa ký hợp đồng có thời hạn năm năm với Shakhtar Donetsk với phí chuyển nhượng trị giá 6 triệu €. Anh có trận đấu đầu tiên cho Shakhtar trong khuôn khổ đấu trường Europa League với đội bóng Anh Fulham vào ngày 18 tháng 2. Sau đó một tuần, trong trận lượt về với Fulham, anh vào sân từ ghế dự bị thay cho Willian và kiến tạo cho Jádson gỡ hòa 1-1. Chung cuộc Shakhtar thua 3–2 sau hai lượt trân. Anh có bàn thắng đầu tiên cho câu lạc bộ trong chiến thắng 2-1 trước Metalist Kharkiv ngày 14 tháng 3 năm 2010. Ngày 28 tháng 3, anh ghi bàn ở những giúp bù giờ đem về chiến thắng 3-1 trước Arsenal Kyiv. Trong mùa giải đầu tiên cùng với Shakhtar, Costa ra sân 15 trận và có được 5 bàn thắng, có được danh hiệu đầu tiên tại Shakhtar là giải Ngoại hạng Ukraina.

#### 2010-11

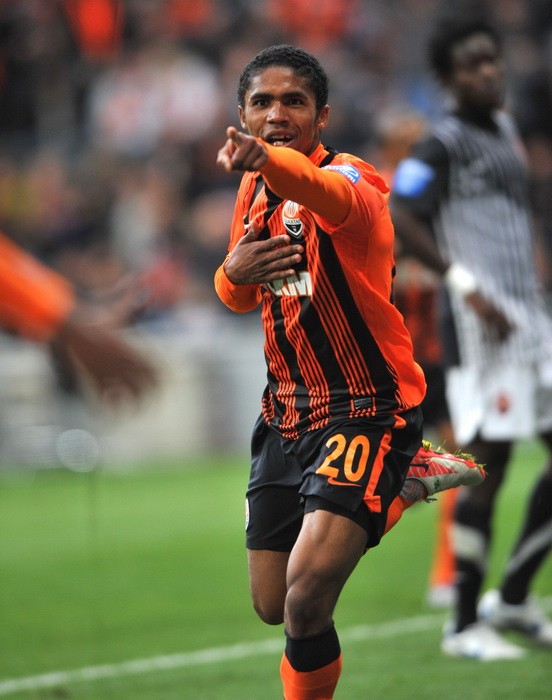
Costa thi đấu cho Shakhtar trong năm 2011

Ngày 30 tháng 7 năm 2010, Costa có cú đúp trong chiến thắng 3-1 trước Arsenal Kyiv. Ngày 28 tháng 9, anh ghi một bàn từ chấm phạt đền và hai lần kiến tạo cho Luiz Adriano để đem về chiến thắng 3–0 tại UEFA Champions League trước đội bóng Bồ Đào Nha Braga. Ngày 16 tháng 2 anh ghi bàn thắng thứ hai và kiến tạo bàn thắng thứ ba cho Luiz Adriano giúp Shakhtar đánh bại Roma 3–2 và giành chiến thắng 6–2 chung cuộc. Ngày 1 tháng 4 anh ghi bàn thắng ấn định chiến thắng 3-2 trước Illichivets Mariupol. Trong trận chung kết Cúp quốc gia Ukraina ngày 25 tháng 5, anh được vào sân ở phút thứ 95 khi mà Shakhtar đã chắc chắn giành chiến thắng trước Dynamo Kyiv với tỉ số 2-0. Costa kết thúc mùa giải 2010-11 với cú ăn ba quốc nội là Giải Ngoại hạng Ukraina, Cúp quốc gia Ukraina và Siêu cúp quốc gia, ghi được 7 bàn thắng sau 42 trận.

#### 2011-12
Shakhtar khởi đầu mùa giải 2011–12 với thất bại 3–1 trong trận tranh Siêu cúp Ukraina với Dynamo Kyiv vào ngày 5 tháng 7, trận đấu mà Costa đã chơi trọn 90 phút. Ngày 9 tháng 9, anh có bàn tháng đầu tiên trong mùa giải trong chiến thắng 5–1 trước Volyn Lutsk. Một tháng sau, anh là người mở màn cho cuộc lội ngược dòng thành công của Shakhtar trước Zorya Luhansk (tỉ số 4-1 chung cuộc). Ngày 6 tháng 11, anh mở tỉ số trong chiến thắng 2-0 trước Obolon Kyiv.
Ngày 27 tháng 4 năm 2012, anh ghi bàn ở phút 90 giúp Shakhtar đánh bại Volyn 4-3 trong khuôn khô Cúp quốc gia Ukraina. Anh có được danh hiệu vô địch Giải Ngoại hạng Ukraina lân thứ ba liên tiếp và Cúp quốc gia Ukraina trong mùa giải 2011-12, có được 7 bàn thắng sau 38 trận.

#### 2012-13
Costa mở đầu mùa giải 2012–13 với pha lập công trong trận Siêu cúp Ukraina thắng Metalurh Donetsk 2-0, danh hiệu siêu cúp thứ hai của anh với câu lạc bộ. Costa có bàn thắng đầu tiên tại Giải Ngoại hạng Ukraina 2012-13 vào ngày 3 tháng 11 khi thực hiện thành công quả phạt đền trong trận đấu với Metalurh Zaporizhya. Ngày 24 tháng 11, chỉ bảy phút sau khi vào sân từ băng ghế dự bị, Costa đã ghi bàn vào lưới FC Hoverla Uzhhorod.
Tại đấu trường UEFA Champions League, Costa vào sân từ băng ghế dư bị để ghi bàn gỡ hòa 2–2 cho Shakhtar trước Borussia Dortmund tại vòng 16 đội Champions League vào ngày 13 tháng 2 năm 2013. Costa và Shakhtar tiếp tục có mùa giải 2012-13 thành công với cú đúp danh hiệu vô địch quốc nội nhưng cá nhân Costa có phong độ sa sút khi anh không được đảm bảo suất đá chính ở giải vô địch quốc gia, đồng thời chỉ có vỏn vẹn 23 phút vào sân từ ghế dự bị ở vòng bảng Champions League.

#### 2013-14
Costa giúp Shakhtar giành chức vô địch Giải bóng đá Liên hiệp 2014, giải đấu quy tụ bốn đội bóng hàng đầu của Nga và Ukraina, với việc trở thành cầu thủ dẫn đầu thành tích ghi bàn của giải. Anh cũng là nhân tố quan trọng giúp Shakhtar Donetsk giành chức vô địch Giải ngoại hạng Ukraina, với 9 đường kiến tạo thành bàn, trở thành cầu thủ kiến tạo hàng đầu của giải đấu.

### Bayern München
Ngày 1 tháng 7 năm 2015, câu lạc bộ Đức Bayern München thông báo đã đạt được thỏa thuận chiêu mộ Costa từ Shakhtar Donetsk với phí chuyển nhượng trị giá 30 triệu € và bản hợp đồng có thời hạn năm năm. Anh là cầu thủ có giá trị chuyển nhượng cao thứ tư trong lịch sử câu lạc bộ.

#### 2015-16
Costa có trận đấu đầu tiên cho đội bóng Đức vào ngày 1 tháng 8 trong trận tranh Siêu cúp bóng đá Đức 2015 với VfL Wolfsburg, và đã kiến tạo cho Arjen Robben ghi bàn mở tỉ số. Trận đấu kết thúc với tỉ số 1-1 và hai đội phải bước vào loạt sút luân lưu, nơi Bayern bị đánh bại 4-5 (Costa thực hiện thành công lượt sút của mình). Anh có bàn thắng đầu tiên cho Bayern trong trận đấu ra mắt của mình tại Bundesliga giành thắng lợi 5-0 trước Hamburger SV. Một tuần sau đó, anh đóng góp vào cả hai bàn thắng giúp Bayern lội ngược dòng đánh bại TSG 1899 Hoffenheim 2-1.
Ngày 21 tháng 5 năm 2016, Costa là người sút thành công quả phạt đền quyết định đem về chức vô địch DFB-Pokal cho Bayern München sau khi hòa 0-0 trong 120 phút thi đấu với Borussia Dortmund. Trong mùa giải đầu tiên tại Đức, anh đã có cú đúp danh hiệu quốc nội.

#### 2016-17
Ngày 22 tháng 10 năm 2016, Costa có bàn thắng đầu tiên trong mùa giải mới ấn định chiến thắng 2-0 trước Borussia Mönchengladbach. Ngày 18 tháng 12 năm 2016, Costa ghi được một bàn thắng từ cự ly gần 30m để đem về chiến thắng 1-0 trước Darmstadt 98 tại Bundesliga.
Trong mùa giải 2016-17, Costa có tổng cộng 43 lần ra sân cho Bayern và ghi được 7 bàn thắng.

### Juventus (mượn)

#### 2017-18
Ngày 12 tháng 7 năm 2017, Costa được đem cho Juventus mượn với phí mượn là 6 triệu € cho đến hết mùa giải 2017–18, và đội bóng Ý có quyền mua đứt Costa sau đó với phí chuyển nhượng 40 triệu €. Ngày 13 tháng 8, anh có trận đấu đầu tiên cho Juventus, vào sân thay người trong trận thua 3–2 trước Lazio trong trận Siêu cúp bóng đá Ý 2017. Ngày 14 tháng 12, anh có pha lập công đầu tiên cho "Bà đầm già thành Turin", trong trận thua 1-2 cũng trước Lazio tại Serie A.
Ngày 22 tháng 1 năm 2018, Costa ghi bàn thắng duy nhất trong trận đấu tại Serie A với Genoa. Ngày 9 tháng 5, anh là một trong các cầu thủ lập công đem về chức vô địch Coppa Italia lần thứ tư liên tiếp và lần thứ 13 tổng cộng cho Juventus sau chiến thắng 4-0 trước AC Milan.
Trong suốt mùa giải 2017-18, Costa có tổng cộng 4 bàn thắng và 12 kiến tạo tại Serie A (đứng thứ hai sau Luis Alberto với 14 kiến tạo). Sau mùa giải, Juventus chính thức kích hoạt điều khoản mua đứt Costa từ Bayern München với giá 40 triệu € cùng với bản hợp đồng có thời hạn 4 năm.

## Sự nghiệp đội tuyển quốc gia

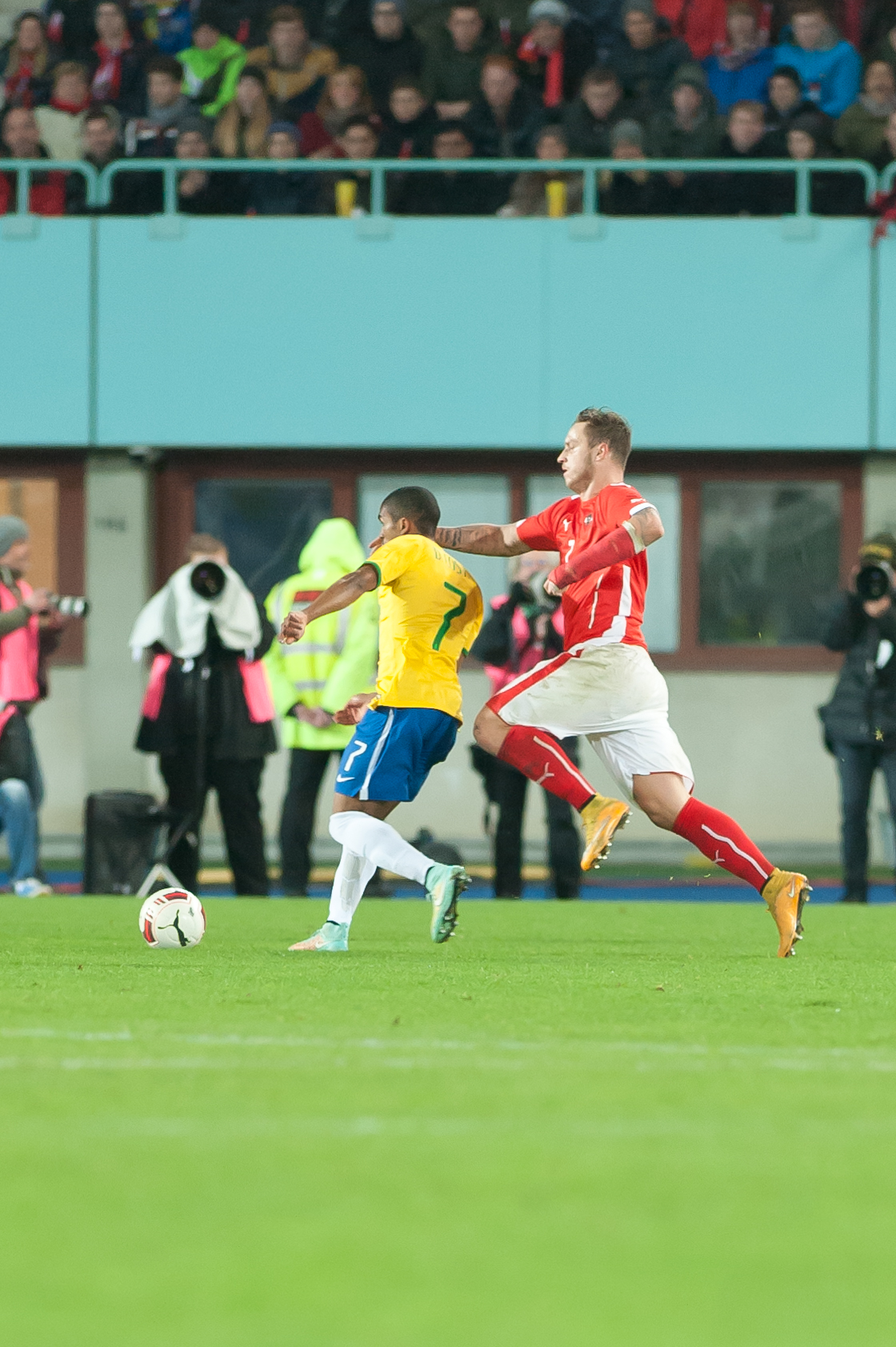
Douglas trong trận đấu giữa Brasil và Áo năm 2014.

Tháng 11 năm 2014, Costa lần đầu tiên được triệu tập vào đội tuyển Brasil dưới thời huấn luyện viên Dunga cho trận giao hữu với Thổ Nhĩ Kỳ tại Istanbul.
Tháng 5 năm 2015, Costa có tên trong danh sách 23 cầu thủ Brasil tham dự Copa América 2015. Trong trận mở màn của Brasil tại giải đấu, Costa được tung vào sân thay cho Diego Tardelli và ghi bàn thắng ở phút bù giờ đem về chiến thắng 2-1 trước Peru, cũng là bàn thắng đầu tiên của anh cho đội tuyển. Trong trận tứ kết với Paraguay, anh cũng vào sân từ ghế dự bị thay cho Willian nhưng lần này lại trở thành một trong những cầu thủ đá hỏng tại loạt sút luân lưu khiến Brasil bị loại.
Costa bỏ lỡ hai giải đấu quốc tế trong năm 2016 là Copa América Centenario và Olympic 2016 vì chấn thương dù đã được gọi vào đội tuyển.
Tháng 5 năm 2018, Costa được huấn luyện viên Tite chọn vào danh sách 23 cầu thủ Brasil tham dự World Cup 2018 tại Nga. Anh có lần ra sân đầu tiên tại World Cup trong trận đấu vòng bảng thứ hai với Costa Rica khi vào thay Willian ở đầu hiệp 2 và là người có đường chuyền để Neymar ấn định chiến thắng 2-0 của Brasil. Anh chỉ có một lần được ra sân lần nữa, cũng từ ghế dự bị trong trận tứ kết thua Bỉ 2-1.

## Thống kê sự nghiệp

### Câu lạc bộ
Tính đến 11 tháng 11 năm 2018
| Câu lạc bộ          | Câu lạc bộ                   | Câu lạc bộ          | Giải vô địch quốc gia | Giải vô địch quốc gia | Cúp quốc gia        | Cúp quốc gia        | Châu lục      | Châu lục     | Khác          | Khác         | Tổng cộng     | Tổng cộng    | Ref.          |
| Câu lạc bộ          | Giải đấu                     | Mùa giải            | Số lần ra sân         | Số bàn thắng          | Số lần ra sân       | Số bàn thắng        | Số lần ra sân | Số bàn thắng | Số lần ra sân | Số bàn thắng | Số lần ra sân | Số bàn thắng | Ref.          |
| Brasil              | Brasil                       | Brasil              | Giải đấu              | Giải đấu              | Copa do Brasil      | Copa do Brasil      | Nam Mỹ        | Nam Mỹ       | Khác          | Khác         | Tổng cộng     | Tổng cộng    | Ref.          |
| ------------------- | ---------------------------- | ------------------- | --------------------- | --------------------- | ------------------- | ------------------- | ------------- | ------------ | ------------- | ------------ | ------------- | ------------ | ------------- |
| Grêmio              | Série A                      | 2008                | 6                     | 1                     | 0                   | 0                   | —             | —            | 0             | 0            | 6             | 1            | [ 36 ]        |
| Grêmio              | Série A                      | 2009                | 22                    | 1                     | 0                   | 0                   | 2             | 0            | 7             | 0            | 31            | 1            | [ 36 ] [ 37 ] |
| Grêmio              | Tổng cộng                    | Tổng cộng           | 28                    | 2                     | 0                   | 0                   | 2             | 0            | 7             | 0            | 37            | 2            | —             |
| Ukraina             | Ukraina                      | Ukraina             | Giải đấu              | Giải đấu              | Cúp bóng đá Ukraina | Cúp bóng đá Ukraina | Châu Âu       | Châu Âu      | Khác          | Khác         | Tổng cộng     | Tổng cộng    | Ref.          |
| Shakhtar Donetsk    | Giải vô địch bóng đá Ukraina | 2009–10             | 13                    | 5                     | 0                   | 0                   | 2             | 0            | —             | —            | 15            | 5            | [ 36 ]        |
| Shakhtar Donetsk    | Giải vô địch bóng đá Ukraina | 2010–11             | 27                    | 5                     | 1                   | 0                   | 10            | 2            | 1             | 0            | 39            | 7            | [ 36 ] [ 38 ] |
| Shakhtar Donetsk    | Giải vô địch bóng đá Ukraina | 2011–12             | 27                    | 6                     | 1                   | 0                   | 5             | 0            | 1             | 0            | 34            | 6            | [ 36 ] [ 39 ] |
| Shakhtar Donetsk    | Giải vô địch bóng đá Ukraina | 2012–13             | 27                    | 5                     | 1                   | 0                   | 5             | 1            | 1             | 1            | 34            | 7            | [ 36 ] [ 40 ] |
| Shakhtar Donetsk    | Giải vô địch bóng đá Ukraina | 2013–14             | 27                    | 4                     | 1                   | 1                   | 8             | 2            | 1             | 0            | 37            | 7            | [ 36 ] [ 41 ] |
| Shakhtar Donetsk    | Giải vô địch bóng đá Ukraina | 2014–15             | 20                    | 4                     | 4                   | 0                   | 8             | 1            | 0             | 0            | 32            | 5            | [ 36 ]        |
| Shakhtar Donetsk    | Tổng cộng                    | Tổng cộng           | 141                   | 29                    | 8                   | 1                   | 38            | 6            | 4             | 1            | 191           | 37           | —             |
| Đức                 | Đức                          | Đức                 | Giải đấu              | Giải đấu              | DFB-Pokal           | DFB-Pokal           | Châu Âu       | Châu Âu      | Khác          | Khác         | Tổng cộng     | Tổng cộng    | Ref.          |
| Bayern München      | Bundesliga                   | 2015–16             | 27                    | 4                     | 4                   | 1                   | 11            | 2            | 1             | 0            | 43            | 7            | [ 42 ]        |
| Bayern München      | Bundesliga                   | 2016–17             | 23                    | 4                     | 2                   | 1                   | 9             | 2            | 0             | 0            | 34            | 7            | [ 43 ]        |
| Bayern München      | Tổng cộng                    | Tổng cộng           | 50                    | 8                     | 6                   | 2                   | 20            | 4            | 1             | 0            | 77            | 14           | —             |
| Juventus (mượn)     | Serie A                      | 2017–18             | 31                    | 4                     | 5                   | 2                   | 10            | 0            | 1             | 0            | 47            | 6            | [ 37 ]        |
| Juventus            | Serie A                      | 2018–19             | 8                     | 0                     | 0                   | 0                   | 2             | 0            | 0             | 0            | 10            | 0            | [ 37 ]        |
| Juventus            | Tổng cộng                    | Tổng cộng           | 39                    | 4                     | 5                   | 2                   | 12            | 0            | 1             | 0            | 57            | 6            | —             |
| Tổng cộng sự nghiệp | Tổng cộng sự nghiệp          | Tổng cộng sự nghiệp | 258                   | 43                    | 19                  | 5                   | 72            | 10           | 13            | 1            | 362           | 59           | —             |

### Bàn thắng quốc tế
Bàn thắng và tỉ số của Brasil được để trước:
| #  | Ngày                 | Địa điểm                                            | Đối thủ | Bàn thắng | Kết quả | Giải đấu                 |
| -- | -------------------- | --------------------------------------------------- | ------- | --------- | ------- | ------------------------ |
| 1. | 14 tháng 6 năm 2015  | Sân vận động Municipal Germán Becker, Temuco, Chile | Perú    | 2–1       | 2–1     | Copa América 2015        |
| 2. | 17 tháng 11 năm 2015 | Arena Fonte Nova, Salvador, Brasil                  | Perú    | 1–0       | 3–0     | Vòng loại World Cup 2018 |
| 3. | 25 tháng 3 năm 2016  | Arena Pernambuco, Recife, Brasil                    | Uruguay | 1–0       | 2–2     | Vòng loại World Cup 2018 |

## Danh hiệu

### Câu lạc bộ

#### Shakhtar Donetsk
- Ukrainian Premier League (5): 2009–10, 2010-11, 2011–12, 2012–13, 2013–14
- Cúp quốc gia Ukraina (3): 2010–11, 2011–12, 2012–13
- Siêu cúp bóng đá Ukraina (3): 2010, 2012, 2013
- Giải bóng đá Liên hiệp: 2014[45]

#### Bayern Munich
- Bundesliga: 2015–16, 2016–17, 2020–21
- DFB-Pokal: 2015–16
- DFL-Supercup: 2016
- FIFA Club World Cup: 2020

#### Juventus
- Serie A: 2017–18, 2018–19, 2019–20
- Coppa Italia: 2017–18
- Supercoppa Italiana: 2018

### Đội tuyển quốc gia

#### U-20 Brasil
- Giải vô địch bóng đá trẻ Nam Mỹ: 2009[46]